# S&P 500

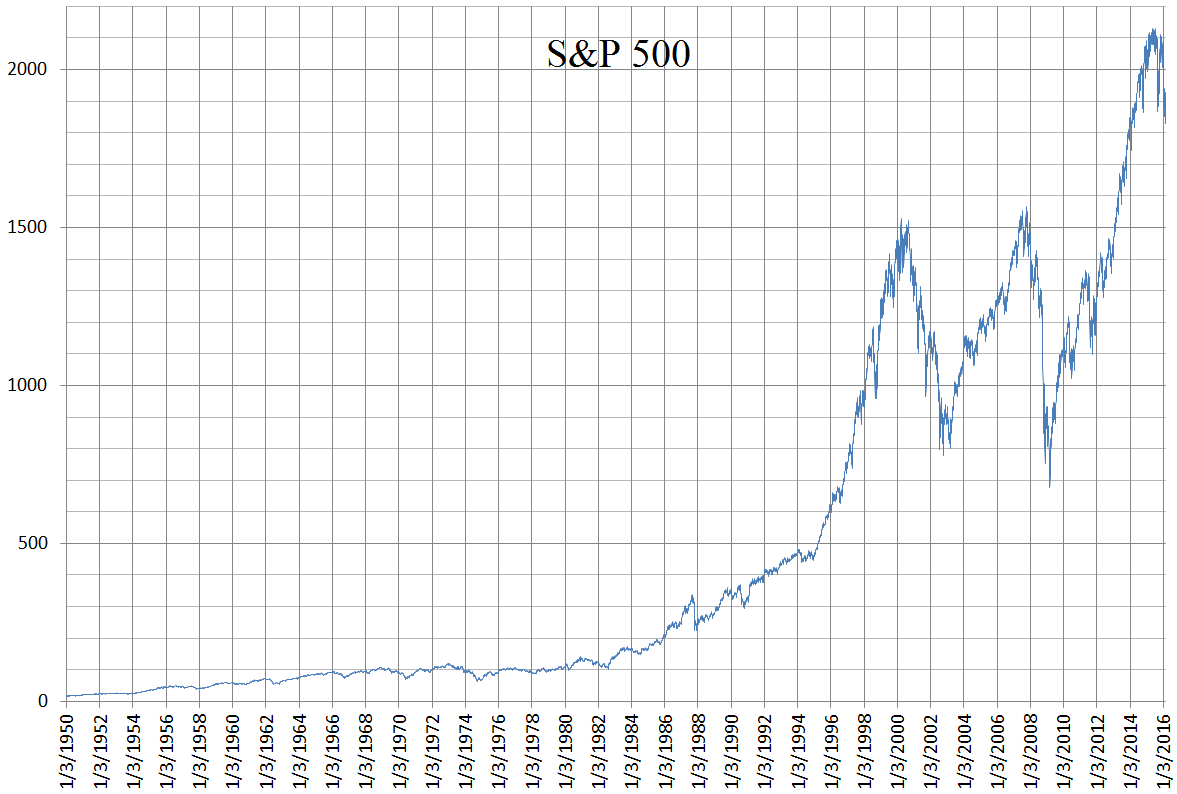
Vývoj denních hodnot indexu S&P500 od roku 1950 do roku 2016

S&P 500 (Standard & Poor’s 500) je akciový index zahrnující akcie 500 největších na burze obchodovaných podniků v USA. Akcie jsou váženy podle tržního podílu. S&P 500 patří k nejdůležitějším akciovým indexům světa a jeho tradice sahá do roku 1923, kdy společnost Standard Statistics začala týdně vydávat index s 233 akciemi. V roce 1941, kdy se společnost sloučila s Poor’s Publishing, obsahoval index již 416 firem a 4. března 1957 se objevil současný S&P 500, který jeho autoři dopočítali zpětně až do roku 1789. Vedle kurzového indexu existují ještě další indexy rodiny S&P, například S&P 500 Total Return Index.
K 31. srpnu 2022 se akcie devíti (Alphabet je zastoupen dvěma druhy akcií) největších společností podle tržní kapitalizace podílelo na indexu 27,8 procenty. V pořadí od nejvyšší po nejnižší podíl šlo o těchto 9 společností: Apple, Microsoft, Alphabet (zahrnuje akcie třídy A i třídy C), Amazon.com, Tesla, Berkshire Hathaway, UnitedHealth Group, Johnson & Johnson a ExxonMobil. Společnosti, zastoupené v indexu, které zvyšovaly své dividendy nepřetržitě 25 let za sebou, jsou označovány jako „S&P 500 Dividend Aristocrats“.

## Historie indexu
V roce 1860 sestrojil Hanry Varnum Poor magazín Poor's Publishing, který měl za cíl informovat ohledně investování v železničním sektoru. V roce 1923 byla založena Standard Statistics Company, která začala ohodnocovat hypoteční zástavní listy a stvořila tak první akciový index s 233 americkými firmami, jehož hodnoty se přepočítávaly každý týden. V roce 1941 se Poor's Publishing spojil se Standard Statistics Company a vznikl Standard & Poor's. V pondělí 4. března roku 1957 index zahrnuje již dnes známých 500 firem a byl tak přejmenován na S&P 500. Od roku 1969 do roku 1981 jeho hodnota klesala a to hlavně díky stagnaci vývoje americké ekonomiky a vysoké inflaci. V roce 1962 se společnost Ultronic Systems začala zastřešovat indexy S&P včetně S&P 500 Stock Composite Index, 425 Stock Industrial Index, 50 Stock Utility Index a 25 Stock Rail Index. 31. srpna 1976 The Vanguard Group nabídla drobným investorům první podílový fond, který sledoval index S&P 500. 21. dubna 1982 začala Chicago Mercantile Exchange obchodovat futures na základě indexu. 1. července 1983 začala Chicago Board Options Exchange obchodovat opce na základě indexu. Počínaje rokem 1986 byla hodnota indexu aktualizována každých 15 sekund, neboli 1 559krát za obchodní den, přičemž aktualizace cen byly šířeny agenturou Reuters. 22. ledna 1993 se začal obchodovat fond Standard & Poor's Depositary Receipts vydaný společností State Street Corporation. 9. září 1997 představila CME Group futures kontrakt S&P E-mini. V roce 2005 index přešel na veřejné kapitalizace upravené o pohyblivou váhu. Pátek 17. září 2021 bylo konečné datum obchodování pro původní velký kontrakt SP, který se začal obchodovat v roce 1982. Během finanční krize v letech 2007 až 2009 spadla hodnota S&P 500 o 46.13 % a to od srpna 2007 do března 2009. Z těchto ztrát se index dostal až v březnu 2013. V roce 2020 způsobila coronavirová pandemie celosvětový pokles na akciových trzích, kde jen S&P 500 se propadl o neuvěřitelných 20 %. Na hodnotu před propadem se dostal v druhé polovině 2020 a během roku 2021 dokonce dosáhl svých nejvyšších hodnot.

## Důležité historické milníky
- 12. srpna 1982 se index uzavřel na hodnotě 102,42.[6]
- Na Černé pondělí (1987) index prodělal svou nejhorší denní procentuální ztrátu, když za jediný den klesl o 20,47 %.[7]
- V říjnu 1996 se index uzavřel nad 700.[8]
- 12. února 1997 se index poprvé uzavřel nad 800.[9]
- 2. února 1998 se index poprvé uzavřel nad 1000.[10]
- 24. března 2000, na vrcholu Dot-com bubliny, index dosáhl vnitrodenního maxima 1 552,87; toto maximum bylo překročeno až 30. května 2007. 10. října 2002, během poklesu akciového trhu v roce 2002, index klesl na 768,83, což je pokles přibližně o 50 % z maxima v březnu 2000.[11]
- Dne 30. května 2007 se index uzavřel na 1 530,23, čímž stanovil své první historické maximum za více než 7 let. Index dosáhl nového historického intradenního maxima 11. října 2007 na 1 576,09.[12]
- Mezi bankrotem Lehman Brothers 15. září 2008 a koncem roku 2008 index 29krát za jeden den vzrostl nebo klesl o 3 %. Dne 13. října 2008 se index uzavřel o 11,6 %, což je jeho nejlepší jednodenní procentuální zisk od založení v roce 1957.[13]
- 20. listopadu 2008 se index uzavřel na 752,44, což je nejnižší hodnota od začátku roku 1997.[14]
- Index zakončil rok 2008 na 903,25, což je roční ztráta 38,5 %. Index pokračoval v poklesu na začátku roku 2009 a 9. března 2009 se uzavřel na 676,53, což je nejnižší hodnota za posledních 13 let. Pokles z maxima v říjnu 2007 na minimum v březnu 2009 byl 56,8 %, což je nejvíce od druhé světové války.[15]
- Index uzavřel rok 2009 na 1 115,10, což je druhý nejlepší rok desetiletí.[16]
- 14. dubna 2010 index uzavřel na 1 210,65, což je jeho první uzavření nad 1 200 od finanční krize v letech 2007–2008. Do 2. července 2010 klesla hodnota na 1 022,58, což je nejnižší bod roku.[17]
- Dne 29. dubna 2011 se index uzavřel na post krizovém maximu 1 363,61. Po pádu akciových trhů v srpnu 2011 se však 4. října 2011 index nakrátko dostal pod 1100.[18]
- Index v roce 2012 vzrostl o 13 % navzdory značné volatilitě uprostřed volební a fiskální nejistot. Dne 31. prosince 2012 se index uzavřel na 1 426,19, což je roční zisk 13 % a jeho největší zisk za 3 roky.[19]
- Dne 28. března 2013 index překonal své závěrečné maximum 1 565,15, čímž získal zpět všechny své ztráty z Velké recese. 10. dubna 2013 se index uzavřel nad vnitrodenním maximem z roku 2007.[20]
- 26. srpna 2014 se index poprvé uzavřel nad 2000.[10]
- 2. března 2015 index dosáhl historického maxima, zatímco Nasdaq Composite poprvé od roku 2000 uzavřel nad 5000.[21]
- V červnu 2017 index zaznamenal největší týdenní nárůst od prezidentských voleb ve Spojených státech v roce 2016.[22]
- Za celý rok 2017 index vzrostl o 19,4 %, což je jeho nejlepší rok od roku 2013. 25. září 2017 se index poprvé uzavřel nad 2500.[23]
- Index v lednu 2018 prudce vzrostl a prodloužil jednu ze svých nejdelších měsíčních vítězných sérií, aby v únoru 2018 klesl o 4 % během měsíce extrémně vysoké volatility. Byl to první měsíční pokles za 11 měsíců.[24] Ve třetím čtvrtletí roku 2018 index zaznamenal nejlepší čtvrtletí od roku 2013. Index však v prosinci 2018 klesl o 11 %, což je jeho nejhorší prosincový výkon od Velké hospodářské krize.[25] Index v roce 2018 klesl o 6 %, což je nejhorší rok za posledních deset let.[26]
- V roce 2019 však index vykázal svou nejlepší první polovinu za 22 let. 10. července 2019 index poprvé dosáhl 3000. Index v roce 2019 vzrostl o 31,5 %, což je jeden z jeho nejlepších roků.[27]
- Dne 19. února 2020 index dosáhl nového závěrečného vrcholu 3 386,15; v následujících šesti obchodních dnech však klesl o 10 %, což je jeho nejrychlejší pokles z nového vrcholu v důsledku nástupu pandemie covidu-19 a recese covidu-19.[28] 23. března 2020, v době krachu akciového trhu v roce 2020, index klesl o 34 % ze svého maxima. Celkově index během prvního čtvrtletí roku 2020 klesl o 20 %, což je nejhorší čtvrtletí od roku 2008.[29] Ve druhém čtvrtletí však následoval 20% zisk, což je jeho největší čtvrtletní zisk od roku 1998. Index dosáhl nového rekordního maxima 18. srpna 2020. V následujících měsících index dosáhl několika historických maxim. 1. dubna 2021 index poprvé uzavřel nad 4000.[30]

## Historická výkonnost indexu
Měření výkonnosti S&P 500 silně závisí na časové ose. Nelze jednoznačně porovnávat index nyní s indexem v roce 1956, kdy se počet společností zvýšil na 500. Proto se je lepší podívat se na jeho historickou výkonnost, která přináší velmi zajímavá čísla. Od roku 1956 do roku 2019 se indexový výnos pohyboval okolo 8 %.
V posledních letech byl patrný nárůst průměrného ročního zisku. Zdánlivě přispívajícími faktory je mnoho atributů, jako je vyšší ocenění akcií a převládající používání nízkých úrokových sazeb a likvidity. Některé roky výrazně předčí průměr. V roce 2019 zaznamenal S&P 500 v průběhu roku nárůst o 28,8 %. Tyto zisky byly rychle vymazány ve velmi krátké době díky vypuknutí koronaviru, což vedlo k některým širokým posunům v ocenění akcií.
| Rok  | Otevírací hodnota | Max hodnota během roku | Min hodnota během roku | Zavírací hodnota | Roční % změna |
| ---- | ----------------- | ---------------------- | ---------------------- | ---------------- | ------------- |
| 2019 | 2510.03           | 3240.02                | 2447.89                | 3230.78          | 28.88%        |
| 2018 | 2695.81           | 2930.75                | 2351.10                | 2506.85          | -6.24%        |
| 2017 | 2257.83           | 2690.16                | 2257.83                | 2673.61          | 19.42%        |
| 2016 | 2012.66           | 2271.72                | 1829.08                | 2238.83          | 9.54%         |
| 2015 | 2058.20           | 2130.82                | 1867.61                | 2043.94          | -0.73%        |
| 2014 | 1831.98           | 2,090.57               | 1,741.89               | 2,058.90         | 11.39%        |
| 2013 | 1,462.42          | 1,848.36               | 1,457.15               | 1,848.36         | 29.60%        |
| 2012 | 1,277.06          | 1,465.77               | 1,277.06               | 1,426.19         | 13.41%        |
| 2011 | 1,271.87          | 1,363.61               | 1,099.23               | 1,257.60         | 0.00%         |
| 2010 | 1,132.99          | 1,259.78               | 1,022.58               | 1,257.64         | 12.78%        |
| 2009 | 931.8             | 1,127.78               | 676.53                 | 1,115.10         | 23.45%        |
| 2008 | 1447.16           | 1447.16                | 752.44                 | 903.25           | -38.49%       |
| 2007 | 1,416.60          | 1,565.15               | 1,374.12               | 1,468.36         | 3.53%         |
| 2006 | 1,268.80          | 1,427.09               | 1,223.69               | 1,418.30         | 13.62%        |
| 2005 | 1,202.08          | 1,272.74               | 1,137.50               | 1,248.29         | 3.00%         |
| 2004 | 1,108.48          | 1,213.55               | 1,063.23               | 1,211.92         | 8.99%         |
| 2003 | 909.03            | 1,111.92               | 800.73                 | 1,111.92         | 26.38%        |
| 2002 | 1,154.67          | 1,172.51               | 776.76                 | 879.82           | -23.37%       |
| 2001 | 1283.27           | 1373.73                | 965.80                 | 1148.08          | -13.04%       |
| 2000 | 1455.22           | 1527.46                | 1264.74                | 1320.28          | -10.14%       |
| 1999 | 1228.10           | 1469.25                | 1212.19                | 1469.25          | 19.53%        |
| 1998 | 975.04            | 1241.81                | 927.69                 | 1229.23          | 26.67%        |
| 1997 | 737.01            | 983.79                 | 737.01                 | 970.43           | 31.01%        |
| 1996 | 620.73            | 757.03                 | 598.48                 | 740.74           | 20.26%        |
| 1995 | 459.11            | 621.69                 | 459.11                 | 615.93           | 34.11%        |
| 1994 | 465.44            | 482.00                 | 438.92                 | 459.27           | -1.54%        |
| 1993 | 435.38            | 470.94                 | 429.05                 | 466.45           | 7.06%         |
| 1992 | 417.26            | 441.28                 | 394.50                 | 435.71           | 4.46%         |
| 1991 | 326.45            | 417.09                 | 311.49                 | 417.09           | 26.31%        |
| 1990 | 359.69            | 368.95                 | 295.46                 | 330.22           | -6.56%        |
| 1989 | 275.31            | 359.80                 | 275.31                 | 353.40           | 27.25%        |
| 1988 | 255.94            | 283.66                 | 242.63                 | 277.72           | 12.40%        |
| 1987 | 246.45            | 336.77                 | 223.92                 | 247.08           | 2.03%         |
| 1986 | 209.59            | 254.00                 | 203.49                 | 242.17           | 14.62%        |
| 1985 | 165.37            | 212.02                 | 163.68                 | 211.28           | 26.33%        |
| 1984 | 164.04            | 170.41                 | 147.82                 | 167.24           | 1.40%         |
| 1983 | 138.34            | 172.65                 | 138.34                 | 164.93           | 17.27%        |
| 1982 | 122.74            | 143.02                 | 102.42                 | 140.64           | 14.76%        |
| 1981 | 136.34            | 138.12                 | 112.77                 | 122.55           | -9.73%        |
| 1980 | 105.76            | 140.52                 | 98.22                  | 135.76           | 25.77%        |
| 1979 | 96.73             | 111.27                 | 96.13                  | 107.94           | 12.31%        |
| 1978 | 93.82             | 106.99                 | 86.90                  | 96.11            | 1.06%         |
| 1977 | 107.00            | 107.00                 | 90.71                  | 95.10            | -11.50%       |
| 1976 | 90.90             | 107.83                 | 90.90                  | 107.46           | 19.15%        |
| 1975 | 70.23             | 95.61                  | 70.04                  | 90.19            | 31.55%        |
| 1974 | 97.68             | 99.80                  | 62.28                  | 68.56            | -29.72%       |
| 1973 | 119.10            | 120.24                 | 92.16                  | 97.55            | -17.37%       |
| 1972 | 101.67            | 119.12                 | 101.67                 | 118.05           | 15.63%        |
| 1971 | 91.15             | 104.77                 | 90.16                  | 102.09           | 10.79%        |
| 1970 | 93.00             | 93.46                  | 69.29                  | 92.15            | 0.10%         |
| 1969 | 103.93            | 106.16                 | 89.20                  | 92.06            | -11.36%       |
| 1968 | 96.11             | 108.37                 | 87.72                  | 103.86           | 7.66%         |
| 1967 | 80.38             | 97.59                  | 80.38                  | 96.47            | 20.09%        |
| 1966 | 92.18             | 94.06                  | 73.20                  | 80.33            | -13.09%       |
| 1965 | 84.23             | 92.63                  | 81.60                  | 92.43            | 9.06%         |
| 1964 | 75.43             | 86.28                  | 75.43                  | 84.75            | 12.97%        |
| 1963 | 62.69             | 75.02                  | 62.69                  | 75.02            | 18.89%        |
| 1962 | 70.96             | 71.13                  | 52.32                  | 63.10            | -11.81%       |
| 1961 | 57.57             | 72.64                  | 57.57                  | 71.55            | 23.13%        |
| 1960 | 59.91             | 60.39                  | 52.20                  | 58.11            | -2.97%        |
| 1959 | 55.44             | 60.71                  | 53.58                  | 59.89            | 8.48%         |
| 1958 | 40.33             | 55.21                  | 40.33                  | 55.21            | 38.06%        |
| 1957 | 46.20             | 49.13                  | 38.98                  | 39.99            | -14.31%       |
| 1956 | 45.16             | 49.64                  | 43.11                  | 46.67            | 2.62%         |
| 1955 | 36.75             | 46.41                  | 34.58                  | 45.48            | 26.40%        |
| 1954 | 24.95             | 35.98                  | 24.80                  | 35.98            | 45.02%        |
| 1953 | 26.54             | 26.66                  | 22.71                  | 24.81            | -6.62%        |
| 1952 | 23.80             | 26.59                  | 23.09                  | 26.57            | 11.78%        |
| 1951 | 20.77             | 23.85                  | 20.69                  | 23.77            | 16.46%        |
| 1950 | 16.66             | 20.43                  | 16.65                  | 20.41            | 21.78%        |
| 1949 | 14.95             | 16.79                  | 13.55                  | 16.76            | 10.26%        |
| 1948 | 15.34             | 17.06                  | 13.84                  | 15.20            | -0.65%        |
| 1947 | 15.20             | 16.20                  | 13.71                  | 15.30            | 0.00%         |
| 1946 | 17.25             | 19.25                  | 14.12                  | 15.30            | -11.87%       |
| 1945 | 13.33             | 17.68                  | 13.21                  | 17.36            | 30.72%        |
| 1944 | 11.66             | 13.29                  | 11.56                  | 13.28            | 13.80%        |
| 1943 | 9.84              | 12.64                  | 9.84                   | 11.67            | 19.45%        |
| 1942 | 8.89              | 9.77                   | 7.47                   | 9.77             | 12.43%        |
| 1941 | 10.48             | 10.86                  | 8.37                   | 8.69             | -17.86%       |
| 1940 | 12.63             | 12.77                  | 8.99                   | 10.58            | -15.29%       |
| 1939 | 13.08             | 13.23                  | 10.18                  | 12.49            | -5.45%        |
| 1938 | 10.52             | 13.91                  | 8.50                   | 13.21            | 25.21%        |
| 1937 | 17.02             | 18.68                  | 10.17                  | 10.55            | -38.59%       |
| 1936 | 13.40             | 17.69                  | 13.40                  | 17.18            | 27.92%        |
| 1935 | 9.51              | 13.46                  | 8.06                   | 13.43            | 41.37%        |
| 1934 | 10.11             | 11.82                  | 8.36                   | 9.50             | -5.94%        |
| 1933 | 6.83              | 12.20                  | 5.53                   | 10.10            | 46.59%        |
| 1932 | 7.82              | 9.31                   | 4.40                   | 6.89             | -15.15%       |
| 1931 | 15.85             | 18.17                  | 7.72                   | 8.12             | -47.07%       |
| 1930 | 21.18             | 25.92                  | 14.44                  | 15.34            | -28.48%       |
| 1929 | 24.81             | 31.86                  | 17.66                  | 21.45            | -11.91%       |
| 1928 | 17.76             | 24.35                  | 16.95                  | 24.35            | 37.88%        |

## Výběrová kritéria
Od roku 2005 index zahrnuje počet akcií, které jsou ve volném oběhu. V praxi mnoho z 500 společností kótovaných na burze má jen omezený dopad na dynamiku indexu. Deset největších akcií v S&P 500 mělo souhrnnou váhu v indexu přibližně 26,6 % ke konci června roku 2021. Koncem roku 2023 to bylo 32,62 %.
Kritéria pro zahrnutí do indexu S&P 500:
- Společnost musí být z USA.
- Minimální tržní kapitalizace společnosti by měla činit 11,2 miliardy amerických dolarů.
- Nejméně 50 % akcií musí být ve volném oběhu.
- Musí být veřejně zaregistrována u Newyorské burzy nebo NASDAQ.
- Poměr ročního obchodního obratu k tržní kapitalizaci musí být nejméně 0,3.
- Minimální měsíční rozsah obchodování 250 000 akcií v každém ze šesti měsíců před datem ocenění.
- Průhlednost výkaznictví.
- Nemohou být zahrnuty do indexu: partnerství s ručením omezeným (LP), komanditní společnosti a jejich investiční fondy (MLP, PTP), vydání mimoburzovních cenných papírů (OTCBB), uzavřené fondy (CEF), burzovně obchodované fondy (ETF), burzovní dluhopisy (ETN), licenční fondy; cílové sledovací akcie (Tracking Stock); prioritní akcie, podílové investiční fondy, akciové záruky, konvertibilní dluhopisy, investiční fondy, americké depozitní certifikáty a americké depozitní akcie. Realitní fondy se mohou stát součástí indexu.

Pokud společnost již nesplňuje výše uvedené požadavky, nevede to k okamžitému vyloučení. Hlavním důvodem pro vyloučení z indexu je prodej nebo fúze.

## Rovnoměrně vážená verze
Od začátku roku 2003 existuje index S&P 500 EWI, ve kterém všech 500 účastníků má stejnou váhu 0,2 %. Index je upravován čtvrtletně.

## Zajímavosti
Přestože se index S&P 500 skládá z 500 společností, je v něm obsaženo celkem 505 akcií, protože některé společnosti, jako například Alphabet Inc., vydaly více druhů akcií.
Jelikož index S&P 500 zahrnuje více než 75 % celého akciového trhu v USA (měřeno tržní kapitalizací), bývá často používán jako ukazatel jeho celkové výkonnosti.
Index S&P 500 patří mezi nejčastěji používané benchmarky pro indexové ETF.